# Shan Xiaona
Shan Xiaona (Chinees: 單曉娜; Anshan, Liaoning, China, 18 januari 1983) is een Duitse tafeltennisser van Chinese afkomst. Shan is haar achternaam. Zij speelt rechtshandig met de penhoudergreep.
Vanaf 2013 speelt zij in de Duitse Bundesliga voor TTC Berlin Eastside met o.a. Britt Eerland en Nina Mittelham. Ze won zilver op de Olympische Spelen van 2016 met het Duitse vrouwenteam.

## Belangrijkste resultaten
- OS
  -  Zilver met het team in 2016.
- WK
  -  Brons met het team in 2022.
- EK
  -  Goud met het team in 2013.
  -  Goud met het team in 2014.
  -  Goud met het team in 2015.
  -  Goud in het dubbelspel in 2020 met Petrissa Solja.
  -  Goud met het team in 2023.
  -  Zilver in het enkelspel in 2013.
  -  Zilver in het dubbelspel in 2013 met Zhenqi Barthel.
  -  Zilver in het dubbelspel in 2016 met Petrissa Solja.
  -  Zilver met het team in 2017.
  -  Zilver in het enkelspel in 2020.
  -  Brons in het enkelspel in 2022.